# Tarim (Yemen)
Tarim (in arabo تريما‎?), è una città dello Yemen nel governatorato di Hadramawt. Città storica nella valle del Hadramawt, è famosa come centro di cultura islamica.